# Stansstad
Stansstad es una comuna suiza del cantón de Nidwalden, situada al norte del cantón, en la rivera inferior del lago de los Cuatro Cantones. Limita al norte con Hergiswil, Horw (LU) y Meggen (LU), al este con Weggis (LU) y Ennetbürgen, al sur con Stans y Ennetmoos, y al oeste con Alpnach (OW).
Pertenecen a la comuna las localidades de: Bürgenstock, Fürigen, Kehrsiten y Obbürgen.

## Industria
Tiene una población de 4500 personas, de las cuales el 12% es de nacionalidad extranjera (2002). Hay 300 negocios locales que emplean a 1600 personas. El 5% de estos están en el sector agrícola, el 28% en industria y comercio, y el 67% en servicios.